# 이종환 (방송인)
이종환(李鍾煥, 1937년 12월 7일 ~ 2013년 5월 30일)은 충청남도 아산에서 태어난 방송 MC, DJ이다.

## 학력
- 서울 경복고등학교 졸업
- 중앙대학교 법학과 중퇴
- 중앙대학교 국어국문학과 중퇴

## 라디오 DJ
1962년 중앙대학교 국어국문학과를 중퇴한 이후, 음악 감상실 '디쉐네'의 DJ로 활동하다가 1964년 MBC 라디오 PD로 입사했다. 임국희 아나운서가 진행한 '한밤의 음악편지'의 프로듀서를 시작으로 '탑튠 퍼레이드'의 PD와 DJ를 겸하며 라디오 DJ로 이름을 떨치기 시작했다. 이후 심야 시간대에 팝 음악 프로그램 경쟁이 붙으면서 별밤으로 옮겨 직접 마이크를 잡았다. 그 후 MBC 라디오 컬러 쇼, 밤의 디스크쇼, 별이 빛나는 밤에 등을 진행했으며 그 중 최유라와 진행하였던 MBC 라디오의 '지금은 라디오 시대'는 10여 년 이상 타의 추종을 불허하는 최고의 청취율을 자랑했고, 이 프로그램으로 '방송 대상'을 받기도 했다. 여성시대, 이종환 최유라의 지금은 라디오 시대 등을 진행했고 1997년 KBS 2TV 엄앵란 이택림의 사랑방을 출연했다. 하지만 음주 방송과 청취자와의 잦은 충돌로 결국 방송에서 퇴출당하는 수모를 겪기도 했다. 한동안 진행하지 못하다가 tbs로 복귀해 달빛으로 가는 자동차, 이종환의 마이웨이라는 프로그램을 진행하다가 2011년 가을부터 폐암 투병으로 방송을 진행하지 못하면서 일주일이 넘도록 임시 진행자가 진행하게 되었고 tbs의 가을 개편으로 2011년 11월 14일부터는 마이웨이의 진행자가 가수 이상우로 변경되었다. 그 뒤 폐암으로 투병하다가 2013년 5월 30일에 타계하였다.

## 이종환 사단
이종환은 사람을 사귀는 재주가 좋아서 항상 주변에 사람들이 몰렸고, '이종환 사단' 이라고 불리면서 이종환을 따르는 가수들도 있었다. 이종환은 신인 가수를 스카우트해서 음반을 내주는 등 레코드 제작에도 관여했고, 외국 곡의 번안 작업에 나서 여러 편의 작사를 하기도 했다. 가수 이장희는 연세대학교 생물학과 중퇴 출신이며 1971년 이종환의 권유로 1집 '겨울이야기'를 냈다. 송창식, 윤형주, 김세환 등이 이종환 사단으로 불린 가수들이었다.

## 다방 쉘부르 운영
이종환은 1973년 서울 명동에서 음악 다방 쉘부르를 경영했다.

## MC
이종환은 특유의 재담을 앞세워 방송 토크 프로그램에 관심을 기울였고, 나중에는 DJ보다 MC로 더욱 주가를 올렸다.

## 음주 방송
이종환은 2003년 7월 30일 술에 취한 채 MBC FM4U의 아침 프로그램인 '이종환의 음악살롱'을 진행해 물의를 일으켰다. 당시 전라남도 목포에서 프로그램을 진행하였던 이종환은 술에 취한 듯한 목소리로 듣는 사람이 위태로울 정도의 횡설수설을 늘어놓았다. 비난이 거세지자 이종환은 결국 그날 저녁 인터넷 프로그램 홈페이지에 음주 사실을 시인하고 DJ 자리에서 사퇴했다. 이종환은 같은 해 SBS 라디오를 통해 복귀하려 했으나 네티즌과 노조의 반발로 인해 무산됐고, 2년간 DJ 마이크를 잡지 못했다. 이종환은 2005년에야 tbs를 통해 복귀했다. 이종환은 2007년 10월 MBC 라디오 골든 마우스 시상식에 시상자로 나서서 "술만 끊었으면 저도 이보다 화려한 자리에 설 수 있을 텐데…" 라며 음주 방송에 대해 후회하고 있음을 내비쳤다.

## 수상
1996년 6월 20년간 라디오 진행자에게 수여하는 MBC 골든마우스를 처음으로 수상했고, 1997년 12월 97 MBC 연기대상에서 라디오 부문 최우수상 이종환, 최유라의 지금은 라디오 시대에 방송인 최유라와 함께 수상했다.

## 사망
- 지병인 폐암으로 서울대병원에서 입원 치료를 받다가 사망 10여일 전 퇴원하여 2013년 5월 30일 자택에서 별세했다. 향년 75세.

## 저서
- 《팝송은 죽었다》

## 기타 비고 사안
- '이종환의 밤의 디스크쇼' 시그널 음악은 장 프랑수아 미샤엘(Jean François Michael)의 '아듀 졸리 캔디'(Adieu Jolie Candy)였다. DJ 김광한은 이종환이 세상을 떠난 2013년 5월 30일 CBS 표준FM '김광한의 라디오 스타'에서 자신의 시그널 음악 대신 '아듀 졸리 캔디'를 트는 등 이종환 특집방송을 마련했다.[1]